# Cyphoma lindae
Cyphoma lindae är en snäckart som beskrevs av Edward James Petuch 1987. Cyphoma lindae ingår i släktet Cyphoma och familjen Ovulidae. Inga underarter finns listade i Catalogue of Life.